# Pas dels Alps
El pas dels Alps per part d'Hanníbal Barca l'any 218 aC va ser un dels principals esdeveniments de la Segona guerra púnica i un dels fets més celebrats de qualsevol força militar a la guerra antiga. Deixant de banda les guarnicions terrestres romanes i aliades i el domini naval romà, Hanníbal va aconseguir dirigir al seu exèrcit cartaginès sobre els Alps i cap a Itàlia per portar la guerra directament a la República Romana.

## Antecedents
Després de l'última derrota naval cartaginesa a les illes Ègades, els cartaginesos es van rendir i van acceptar la derrota en la Primera guerra púnica. Hamílcar Barca, (Barca significa 'llamp'), membre destacat del patriòtic partit Barcine a Cartago i un general que va operar amb habilitat en el curs de la Primera Guerra Púnica, va tractar de posar remei a les pèrdues que Cartago havia patit a Sicília als romans. A part d'això, els cartaginesos, i Amilcar personalment) estaven amargats per la pèrdua de Sardenya. Després de la pèrdua de la guerra per part dels cartaginesos, els romans els van imposar termes que estaven dissenyats per reduir Cartago a una ciutat de pagament de tributs a Roma i simultàniament despullar-la de la seva flota. Encara que els termes del tractat de pau eren durs, els romans no van desposseir Cartago de la seva força; Cartago era el port comercial marítim més pròsper de la seva època, i el tribut que els van imposar els romans va ser fàcilment pagat anualment mentre que Cartago estava simultàniament ocupada per mercenaris cartaginesos que estaven en revolta.
El partit cartaginès de Barca estava interessat a conquerir Ibèria, una terra amb una gran quantitat de recursos naturals que omplirien les seves arques amb ingressos molt necessaris i reemplaçaria les riqueses de Sicília que, després de la fi de la Primera Guerra Púnica, estaven fluint ara a les arques romanes. A més, era l'ambició dels Barca, una de les principals famílies nobles del partit patriòtic, fer servir algun dia la península ibèrica com a base d'operacions per lliurar una guerra de venjança contra l'aliança militar romana. Aquestes dues coses anaven de la mà, i malgrat l'oposició conservadora a la seva expedició, Hamilcar va emprendre l'any 238 aC. la conquesta de la península ibèrica amb aquests objectius. Marxant cap a l'oest des de Cartago cap a les Columnes d'Hèrcules, on el seu exèrcit va creuar l'estret i va procedir a sotmetre la península, en el transcurs de nou anys Amilcar va conquistar la part sud-est de la península. La seva administració de les províncies recentment conquerides va portar a Cató el Vell a assenyalar que no hi havia cap rei igual a Amilcar Barca.
L'any 228 aC. Amilcar va ser assassinat, amb el testimoniatge d'Hanníbal, durant una campanya contra els nadius celtes de la península. L'oficial naval al comandament, que era alhora gendre d'Amilcar i membre del partit patriòtic Hasdrúbal el Bell va ser premiat amb el comandament principal pels oficials de l'exèrcit ibèric cartaginès. A la costa oriental de la Península ibèrica hi havia diverses colònies gregues, entre les quals destacava l'empori comercial de Sagunt, que es preocupaven per la consolidació del poder cartaginès a la península, que Hasdrúbal va adquirir gràcies al seu hàbil lideratge militar i el seu habilitat diplomàtica. Per a la seva protecció, Sagunt es va dirigir a Roma; Roma va enviar una guarnició a la ciutat i una missió diplomàtica al campament d'Hasdrúbal a Cartagena, informant-li que el riu Iberus havia de ser el límit de l'avanç cartaginès a Espanya. La conclusió del tractat i l'ambaixada van ser enviades al campament d'Hasdrúbal el 226 aC.
L'any 221 aC., Hasdrúbal va ser assassinat. Va ser en aquest any que els oficials de l'exèrcit cartaginès a Iberia van expressar la seva alta opinió sobre el fill de 29 anys d'Hamílcar, HHanníbal, elegint-ho per al comandament principal de l'exèrcit. Havent assumit el comandament, confirmat retroactivament pel Senat cartaginès, de l'exèrcit que el seu pare havia exercit durant nou anys de dura lluita a les muntanyes, Hanníbal va declarar que acabaria el projecte del seu pare de conquerir la península Ibèrica, que havia estat el primer objectiu del pla del seu pare de portar una guerra a Roma a Itàlia i derrotar-la allà.
Hanníbal va passar els dos primers anys del seu comandament tractant de completar l'ambició del seu pare i alhora sufocar diverses revoltes potencials que van resultar en part de la mort d'Hasdrúbal, que amenaçava les possessions cartagineses ja conquerides fins aleshores. Va atacar la tribu coneguda com els Olcades i va capturar la seva ciutat principal d'Althaea. Diverses de les tribus veïnes van quedar sorpreses pel vigor i la rapacidad d'aquest atac, com a resultat del qual es van sotmetre als cartaginesos. Va rebre tributs de totes aquestes tribus recentment subjugades i va marxar amb el seu exèrcit de tornada a Cartago, on va recompensar les seves tropes amb regals i va prometre més regals en el futur. Durant els dos anys següents, Hanníbal va reduir amb èxit tota la Iberia del sud de l'Ebre a la submissió, excepte la ciutat de Sagunt, que, sota l'ègida de Roma, estava fora dels seus plans immediats. Catalunya i Sagunt eren ara les úniques àrees de la península que no estaven en possessió d'Hanníbal.

## Les relacions exteriors romanes
Hanníbal va ser informat de la política romana, i va veure que era el moment oportú per atacar. Tenia espies gals a tots els racons de la República Romana, fins i tot en els cercles interns del mateix Senat. Els romans havien passat els anys des del final de la Primera Guerra Púnica (264-241 aC.) estrenyent el seu control sobre la península ocupant importants posicions geogràfiques, a part d'estendre el control de Roma sobre Sicília, Còrsega i Sardenya.
A més, els romans havien estat en guerra amb els gals padans de tant en tant durant més d'un segle. Els Boii havien fet la guerra als romans el 238 aC., guerra que va durar fins al 236 aC. El 225 aC. els nadius del nord d'Itàlia, en veure que Roma tornava a moure's agressivament per a colonitzar el seu territori, es van llançar a l'atac, però van ser derrotats. Els romans estaven decidits a portar les fronteres fins als Alps. El 224 aC., els Boii es van sotmetre a l'hegemonia romana, i l'any següent els Anari també es van sotmetre a Roma. El 223 aC., els romans van entaular una altra batalla amb els gals, aquesta vegada els Insubres, i van patir al principi importants pèrdues contra els insubordinats mentre intentaven creuar un gual a prop de la travessa del Po i l'Adda. Després d'acampar en aquest país durant alguns dies sense prendre cap mesura decisiva, el cònsol romà al lloc va decidir negociar un acord amb els insubordinats. Sota els termes d'aquesta treva recent negociada, els romans van marxar amb tots els honors al territori dels seus aliats, els Cenomani. No obstant això, una vegada que van estar fora de perill al territori dels Cenomani, els romans van tornar a marxar amb el seu exèrcit al territori dels Insubres i van sortir victoriosos.
El 222 aC., els celtes van enviar una ambaixada al Senat Romà, suplicant la pau. Veient una oportunitat de triomf per a ells mateixos, els cònsols (Marc Claudi i Gneu Corneli) van rebutjar l'ambaixada, i els gals es van preparar per a la guerra amb els romans. Van contractar 30 000 mercenaris de més enllà dels Alps i van esperar l'arribada dels romans. Quan va començar la campanya, les legions consulars van tornar a marxar al territori dels Insubres. Un vigorós combat va tenir lloc a prop de Mediolanum, que va resultar que els líders de la revolta gal·la es lliuressin als romans. Amb aquesta victòria, els gals padans van ser infeliçment sotmesos, i madurs per a la revolta.

## Preparatius
Hanníbal, conscient de la situació, va enviar diverses ambaixades a les tribus gal·les de la vall del Po. L'any 220 aC., havia començat a comunicar-se íntimament amb els gals padans, anomenats "gals padans" perquè el Po en aquesta època era anomenat Padus pels romans, i aquestes ambaixades van portar amb si ofertes de diners, menjar i guies per als cartaginesos.
Aquesta missió tenia l'objectiu específic d'establir un lloc segur perquè Hanníbal desembarqués dels Alps a la vall del Po. Hanníbal no sabia gaire sobre els Alps, però sabia prou per saber que seria una marxa difícil. Va fer que alguns exploradors li donessin informes sobre aquesta cadena muntanyosa, i va rebre informes de les dificultats que es trobarien allà dels mateixos gals. No desitjava creuar aquesta escarpada cadena muntanyosa i baixar a la vall del Po amb tropes esgotades només per haver de lluitar en una batalla.

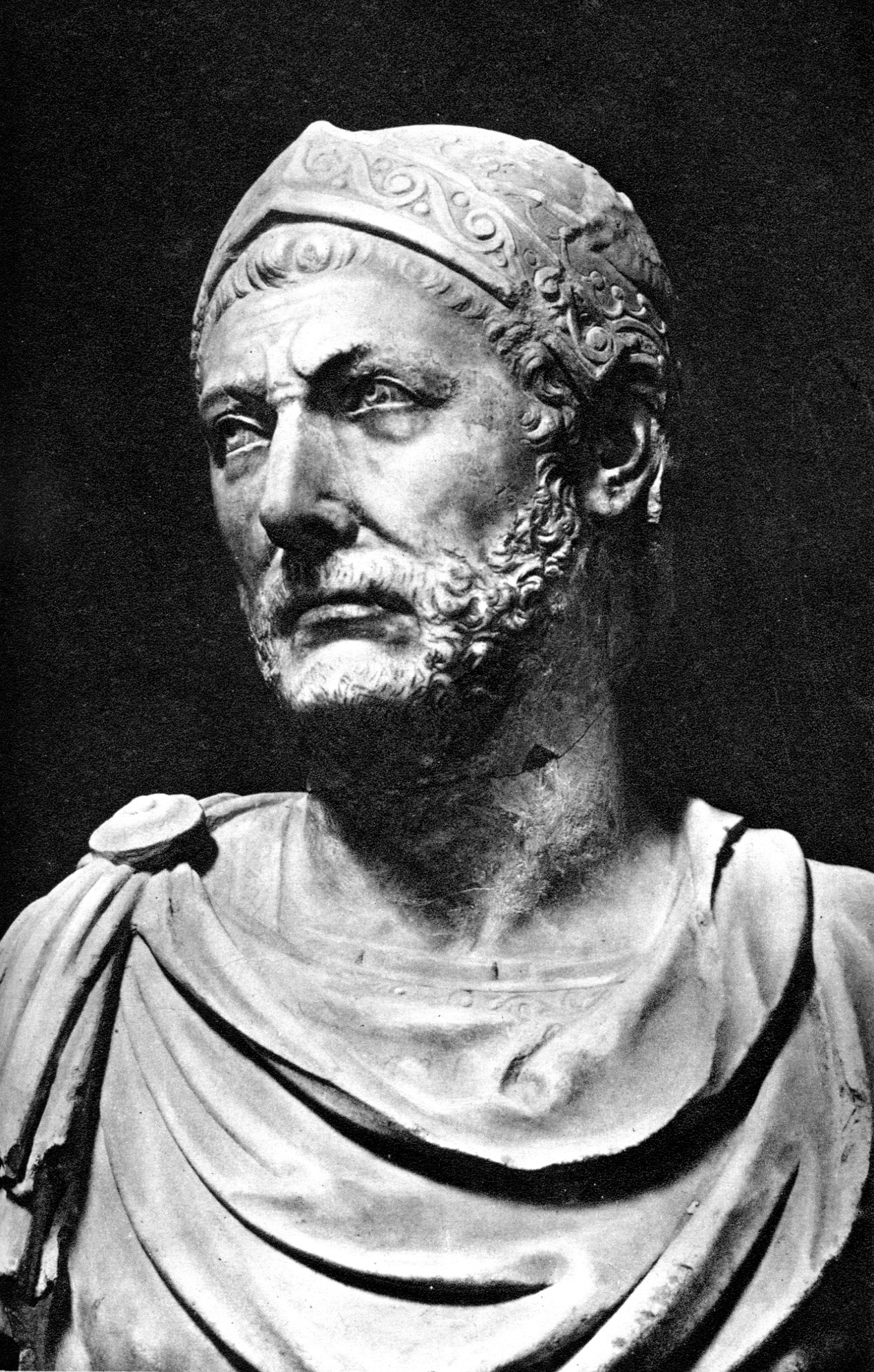
Bust de marbre, suposadament d'Hanníbal, trobat a Capua

Hanníbal sabia prou sobre els Alps per saber en particular que el descens era més empinat que l'ascens. Aquesta era una de les raons per les quals volia tenir aliats al territori.
Els romans havien tractat malament els que havien estat conquerits, distribuint les seves terres als colons romans i prenent altres mesures poc escrupoloses per garantir la seva pròpia seguretat, contra les tribus acabades de conquerir. Els ínsubres, el territori tribal dels quals confrontava immediatament amb els Alps, i els Boii, més avall en el Po, estaven particularment complaguts amb la invasió proposada per Hanníbal. A més, gran part de la península itàlica estava poblada per tribus gal·les afins, i aquests mateixos gals servien a l'exèrcit d'Hanníbal. Seria fàcil establir relacions íntimes amb aquestes tribus desafectades, especialment quan hagués desembarcat dels Alps i estigués entre ells i els Insubres i els Boii i altres tribus poguessin veure i parlar amb aquest exèrcit per si mateixos.Polibi va dir això sobre els plans d'Hanníbal:
| « | Va conduir la seva empresa amb un judici consumat; doncs havia comprovat amb precisió l'excel·lent naturalesa del país on arribaria i la disposició hostil dels seus habitants cap als romans; tenia com a guies i conductors a través dels difícils passos que s'interposaven en el camí a nadius del país, homes que tenien els mateixos neguits i esperances que ell. | » |

## Setge de Sagunt
Un cop acabats aquests preparatius, Hanníbal va intentar induir els saguntins que s'aixequessin en armes amb ell i així declarar la guerra a Roma a través del seu apoderat. No desitjava trencar la pau ell mateix, i va recórrer a diverses estratagemes per induir els saguntins a atacar. Tot i això, els saguntins no van fer res excepte enviar una missió diplomàtica als romans per queixar-se de la bel·ligerància dels cartaginesos. El Senat, al seu torn, va enviar una comissió a Iberia per intentar resoldre l'assumpte diplomàticament. Hanníbal va menysprear obertament l'oferta romana amb l'esperança que portés la comissió a declarar la guerra. Tot i això, la comissió no es va deixar enganyar i va saber que la guerra estava a l'aire. La comissió va mantenir la pau, però va portar a Roma la notícia que Hanníbal estava preparat i que aviat atacaria. El Senat va prendre una sèrie de mesures per tal de "preparar-se" cara al conflicte que s'apropava amb els cartaginesos. Una revolta il·lírica va ser sufocada amb energia, i els romans van accelerar la construcció de diverses fortaleses a la Gàl·lia Cisalpina. Demetri de Faros havia abandonat la seva anterior aliança amb Roma i ara atacava ciutats il·líriques que havien estat incorporades a l'Estat romà.
Hanníbal no va poder aconseguir els fins que esperava, i al final va enviar notícies a Cartago, on el partit de la pau, els seus enemics polítics, eren al poder, en el sentit que els saguntins estaven manejant agressivament una de les seves tribus subjectes, els turboletes, i van acampar davant Sagunt per assetjar-la sense esperar cap resposta de Cartago. Es van intercanviar paraules al Senat cartaginès perquè Hanníbal fos lliurat als romans i les seves accions fossin repudiades. No obstant això, la multitud de Cartago recolzava massa el conflicte per ordenar el cessament de la guerra.
El setge va tenir lloc al llarg de vuit mesos, i és notable que els romans no van enviar cap ajuda als saguntins tot i que això era part dels termes de la seva aliança. Els romans es van deixar lligar en una guerra contra els il·liris, i no van tractar l'amenaça cartaginesa d'Iberia amb l'atenció que es mereixia.
Després del setge, Hanníbal va vendre tots els habitants com a esclaus, i va distribuir el producte d'aquestes vendes als seus soldats. A més, tot el botí del saqueig de la ciutat va ser portat a Cartago i distribuït a la població, per aconseguir el seu suport a la causa. La resta dels tresors de la ciutat van ser posats al seu cofre de guerra per a la seva planejada expedició.

## Marxa a través dels Pirineus

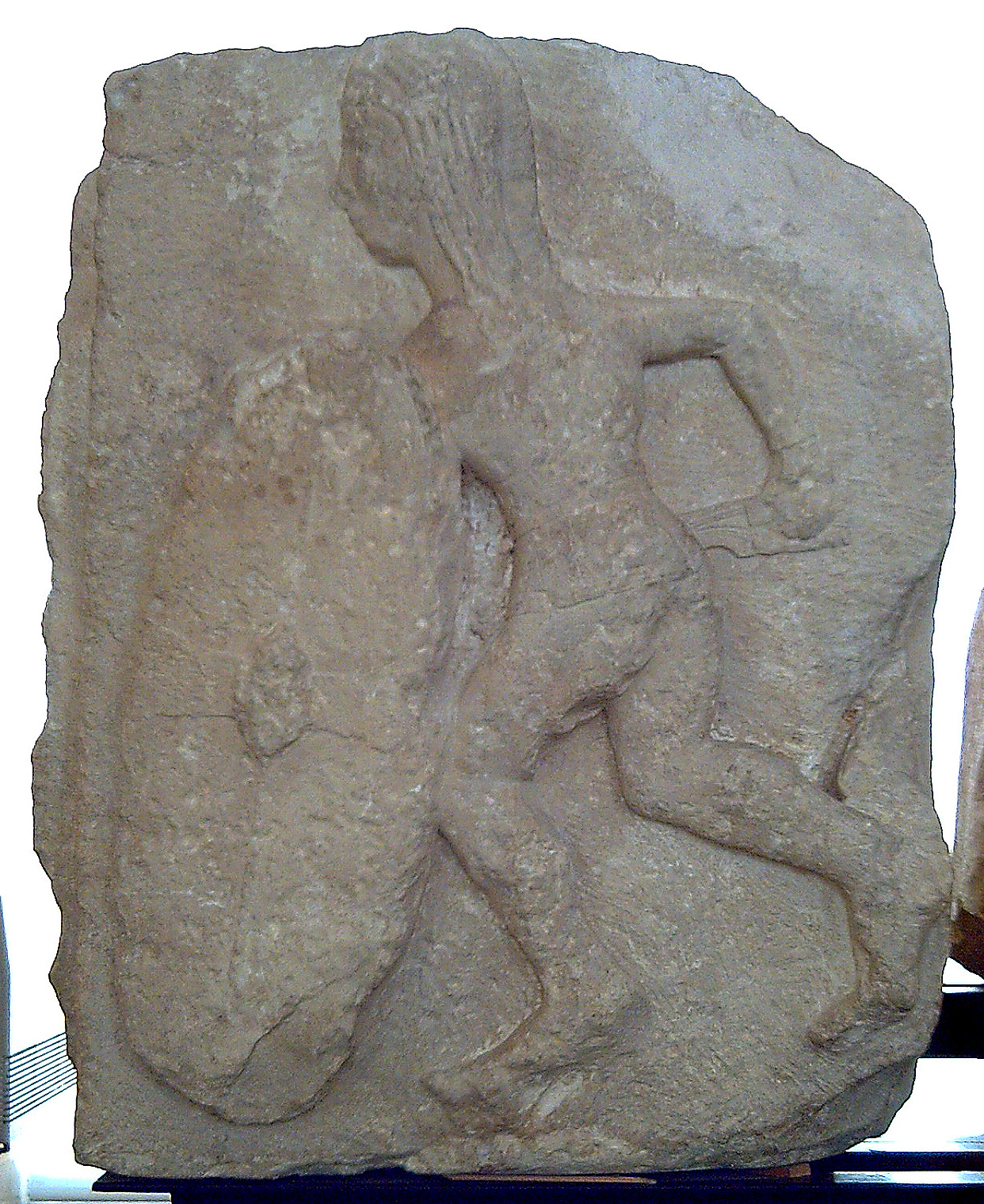
Guerrer ibèric de baix relleu c. 200 aC. El guerrer està armat amb una falcata i un escut ovalat. Les tribus ibèriques van lluitar per tots dos costats a la Segona Guerra Púnica, però en realitat la majoria volia lliurar-se de tota dominació estrangera. Museu Arqueològic Nacional d'Espanya, Madrid

Hanníbal havia passat l'hivern després del setge de Sagunt a Cartagena, durant el qual va acomiadar les seves tropes a les seves pròpies localitats. Ho va fer amb l'esperança de cultivar la millor moral possible al seu exèrcit per a la propera campanya, que sabia que seria difícil. Va deixar el seu germà, Hasdrúbal Barca, a càrrec de l'administració de la Iberia cartaginesa, així com de la defensa contra els romans. A més, va canviar les tropes natives d'Iberia a Àfrica i les tropes natives d'Àfrica a Iberia per minimitzar la deserció i assegurar la lleialtat de les tropes mentre ell mateix s'ocupava de la destrucció de Roma. També va deixar el seu germà diversos vaixells.
Hanníbal preveia problemes si deixava Catalunya com a cap de pont per als romans. Tenien diversos aliats en aquest país, i no podia permetre que els romans aterressin a la seva base sense oposició. Com depenia dels contingents de forces que venien a ell a Itàlia per la ruta terrestre en què estava a punt de sortir, havia de prendre i conquerir aquest país. No tenia intenció de deixar Iberia a la seva sort una vegada a Itàlia. Hanníbal va optar per prendre la regió en una ràpida campanya, i per això va dividir el seu exèrcit en tres columnes, per tal de sotmetre la totalitat de la regió al mateix temps.
Després de rebre informació de ruta dels seus exploradors i missatges de les tribus cèltiques que residien al voltant dels Alps, Hanníbal va partir amb 90 000 soldats d'infanteria pesada de diverses nacions africanes i ibèriques, i 12 000 de cavalleria. Des de l'Ebre fins als Pirineus, els cartaginesos es van enfrontar a quatre tribus: els ilergets, els bergistans, els airenosis i els andosins. Hi va haver un nombre de ciutats aquí que Hanníbal va conquerir, que Polibi no especifica. Aquesta campanya es va dur a terme amb rapidesa per esmerçar el menor temps possible a la reducció d'aquesta regió. Polibi reporta severes pèrdues per part d'Hanníbal. Havent reduït aquesta àrea, va deixar al seu general Hannó al comandament de la mateixa, específicament sobre els bargusii, dels quals tenia raons per desconfiar a causa de la seva afiliació amb els romans. Va deixar el seu germà Hasdrúbal Barca al comandament d'aquest país conqurit amb 10 000 soldats d'infanteria i 1000 soldats de cavalleria.
En aquesta primerenca conjuntura de la campanya, va optar per enviar a casa 10 més 000 soldats d'infanteria i 1000 soldats de cavalleria. Això es va fer amb dos propòsits: volia deixar enrere una força d'homes que conservessin els sentiments positius cap al mateix Hanníbal; i volia que la resta dels ibers, tant al seu exèrcit com a fora, creguessin que les possibilitats d'èxit de l'expedició eren bones, i com a resultat estarien més inclinats a unir-se als contingents de reforços que preveia convocar al curs de la seva expedició[46]. La força restant consistia en 50 000 soldats d'infanteria i 9000 soldats de cavalleria.
La columna principal era la columna dreta, i amb ella el cofre del tresor, la cavalleria, l'equipatge, totes les altres necessitats de la guerra, i el mateix Hanníbal. Aquesta era la columna crítica, i no era coincidència que Hanníbal estigués amb ella. Mentre Hanníbal no tingués vaixells per mantenir-se al corrent dels moviments exactes dels romans, volia ser present en persona en cas que els romans fessin un desembarcament en un intent d'atacar el seu exèrcit en el seu ascens o descens a través dels Pirineus. Aquesta columna va creuar l'Ebre per la ciutat d'Edeba, i va procedir directament al llarg de la costa a través de Tàrraco, Bàrcino, Gerunda, Empúries i Iliberis. Cadascun d'aquests oppidums va ser pres i guarnit un darrera l'altre.
La segona columna, o central, va travessar l'Ebre per l'oppidum de Mora i d'aquí se'n té poca informació, doncs va travessar diverses valls d'aquest país i tenia ordres de sotmetre a les tribus que es resistien al seu avenç. Finalment es va reincorporar a la columna principal quan va completar la tasca.
La tercera, o columna de l'esquerra, va creuar l'Ebre on toca el riu Sicoris i va procedir al llarg de la vall del riu i als països muntanyosos. Va fer la mateixa tasca que la segona i la primera columna. En planejar cadascuna d'aquestes marxes, Hanníbal es va assegurar que el riu Rubrucatus estigués al llarg de cadascun dels camins de les columnes, de manera que si alguna es trobés en una situació desavantatjosa, les altres columnes podrien marxar riu amunt i riu avall recolzant-se les unes en les altres si els bàrbars les posessin en una posició perillosa.
La campanya es va dur a terme durant dos mesos i va ser increïblement costosa. En el curs de la campanya de dos mesos, Hanníbal va perdre 13 000 homes.

## Marxa cap al Roine
El detall més important de la marxa cap al Roine des del descens a través dels Pirineus és que no hi va haver res important. Aquesta marxa va haver de ser un agradable canvi de ritme per als cartaginesos, que acabaven de passar els mesos de juliol i agost anteriors sotmetent nombrosos pobles ferotges que vivien als Pirineus. La història de la península ibèrica està plena de nombrosos exemples de la ferotge resistència que els pobles nadius d'aquesta zona han ofert als exèrcits invasors. La guerra peninsular és només un exemple entre molts, la topografia fallta d'aquesta regió ofereix als moviments de resistència molts avantatges que altrament no tindrien en un terreny més planer i uniforme. Els països on va passar tenien opinions diferents sobre els cartaginesos, els romans i el pas de l'exèrcit d'Hanníbal per les seves terres. Algunes d'aquestes tribus eren amigues de la seva causa, d'altres s'hi oposaven. L'habilitat d'Hanníbal per tractar amb aquesta gent se'ns manifesta a través de la marxa en aquest país, no s'informa de cap combat que tingui lloc, malgrat la manca d'homogeneïtat en la direcció política entre els pobles d'aquesta zona. S'ocupà de cada tribu mentre marxava pel seu territori emprant només els mitjans de persuasió de què disposava; el seu magnetisme personal i el pit de guerra.
Massília, un reeixit empori comercial grec havia estat durant algun temps sota la influència dels romans, i fins i tot aquests havien establert allí colons. Massilia temia l'arribada de l'exèrcit cartaginès i, per això, havia intentat influir en les tribus natives de la riba esquerra del Roine (la riba oriental perquè s'unissin a la causa dels romans, cosa que van poder fer, ja que els bàrbars d'aquest país volien dificultar la travessia del Roine.
El pare d'Escipió l'Africà, un dels cònsols per a l'any 218 aC., va rebre ordres del Senat d'enfrontar-se a Hanníbal en el teatre de l'Ebre o dels Pirineus. El Senat li va enviar 60 naus per a aquest fi. Tot i això, no es va moure amb la rapidesa que la qüestió li exigia. Quan va arribar a la zona del Po, va haver-hi un aixecament entre els gals acabats de conquerir. S'estaven establint més colònies a la regió del Po, i això va causar que els Boii i Insubres sorgissin de nou, els qui ara sabien que Hanníbal s'adreçava a ells. En lloc de fer servir les legions que estaven a mà per a la seva pretesa expedició ibèrica, el Senat va ordenar que fossin enviades al Po sota el comandament d'un Pretor i que les noves legions fossin recaptades pel cònsol. La formació d'un nou exèrcit va ser un assumpte força fàcil per als romans. Hi havia tants ciutadans qualificats per al servei a l'exèrcit que tot el que el govern havia de fer era informar la ciutadania que es necessitaven més soldats i que se'ls exigiria que servissin. Molts romans, en ser requerits per servir en algun moment, van passar part del seu entrenament juvenil per servir a les legions.
Finalment, havent reunit aquestes noves legions —d'una manera molt més tranquil·la que la urgència de la situació li exigia— va salpar d'Òstia. En aquell temps no hi havia brúixoles, i era costum navegar els vaixells per la costa i aturar-se a la nit per menjar. Així que, després de navegar cap al nord al llarg de la costa de la península italiana i després girar a l'oest cap a la península ibèrica, el cònsol va ordenar a la flota que s'aturés a Massilia. El temps de Ostia a Massilia va ser de 5 dies. Quan va arribar allà, per a la seva sorpresa va saber pels massilians que en lloc que Hanníbal seguís a Catalunya, com havia previst, Hanníbal estava a uns 4 dies de marxa al nord de la seva ciutat al marge llunyà del Roine.

## Pas del Roine
Gran part de les marxes d'Hanníbal estan embolicades en debats, especialment el relatiu al camí que va optar per emprar sobre els Alps. No obstant això, els historiadors moderns coincideixen que Hanníbal va acampar el seu exèrcit a la riba occidental del Roine i veuen la travessa del riu com una cosa clarament concebuda i executada. Mentre Roma estava ociosa i deixant els seus aliats a Catalunya a la seva sort a mans dels cartaginesos, els Massiliots, aliats dels romans, estaven ocupats despertant a les tribus de la riba esquerra (est) del Roine contra els cartaginesos. En arribar la intel·ligència dels cartaginesos al veïnatge de Massilia, el cònsol va llançar la seva proposta d'expedició ibèrica i al seu lloc va pensar a fer el següent lògic, per evitar que Hanníbal travessés el Roine tan bé com sigui possible. Per això va enviar una columna de 300 cavalls per la riba esquerra (est) del Roine amb ordres d'esbrinar la ubicació exacta de l'exèrcit d'Hanníbal. Est va rebre una notícia similar, segons la qual els romans acabaven d'arribar amb un dels seus exèrcits consulars compost per 22 000 soldats del carrer i 2000 del cavall.

Elefants de guerra representats a Hanníbal Barca creuant el Rhône, per Henri Motte, 1878

Hanníbal es va aprofitar de l'odi preexistent que els celtes de la riba dreta (oest) tenien cap als romans, i els va persuadir perquè l'ajudessin a creuar aquest formidable obstacle. Va aconseguir diversos vaixells capaços de fer viatges al mar, i una nombrosa col·lecció de canoes de tota mena que van haver de ser emprades pels nadius d'aquest país. A més de comprar-les, va poder adquirir la seva ajuda per construir encara més vaixells. Aquest procés de preparació per creuar el Roine el va portar dos dies.
Esperant a l'exèrcit cartaginès a la riba esquerra del Roine estava una tribu de gals anomenada els Cavares. Aquesta tribu havia fortificat un campament a la part més allunyada del riu, i estava esperant a l'exèrcit d'Hanníbal per creuar-lo, per atacar-los mentre creuaven. No hi ha dubte que Hanníbal sabia de la travessa del riu Hydaspes per part d'Alexandre el Gran a l'Índia, ja que des d'un punt de vista tàctic i estratègic, és gairebé exactament el mateix. Hanníbal va formular el seu pla d'acord amb aquest model, ja que de fet se sosté com una forma de tallar galetes per creuar els rius, fins i tot als cadets de les institucions militars fins avui, i va ordenar a un dels seus tinents, Hannó (fill de Bomílcar), que fes un circuit pel nord, que creués el Roine en un lloc que considerés adequat per al propòsit, i després mitjançant marxes forçades, marxar cap al sud i prendre l'exèrcit bàrbar en flanc mentre creuava el riu.
El dia i la nit després que tots els vaixells s'havien construït i reunit, Hannó va ser ordenat a pujar la riba i guiat pels nadius gals, aproximadament 25 milles riu amunt a Pont St. Esprit hi havia una illa que dividia el Roine en dos petits rierols. Va ser aquí on Hannó va decidir creuar i va ordenar que els vaixells i basses es construïssin amb els materials que tenien a mà. El destacament cartaginès va tallar arbres, amarrant els troncs amb cordes fiables que havien portat dels magatzems de l'exèrcit. Per aquest mitjà, el cos d'Hannó va travessar el riu i immediatament es va dirigir al sud fins al lloc dels bàrbars.
Durant aquest temps, Hanníbal havia estat completant els seus preparatius per creuar el Roine. En aquest moment, els preparatius cartaginesos havien estat particularment obvis i sorollosos ja que Hanníbal havia ordenat que els preparatius es fessin sense preocupar-se pel secret, sabent molt bé que el cos d'Hannó estava marxant per la riba esquerra ( est) del Roine per atacar els Cavares. Els seus preparatius estaven dissenyats per desviar la seva atenció del flanc nord i centrar la seva atenció en els preparatius. Tres dies després de sortir, Hannó va arribar darrere d'un afluent del Roine i va donar el senyal prèviament acordat perquè Hanníbal sabés que la seva força havia arribat. Hanníbal va ordenar immediatament que els vaixells travessessin. El petit cos estava observant de prop l'exèrcit principal, i en veure'l començar la seva travessia, es va preparar per baixar sobre els Cavares mentre l'exèrcit creuava.
La travessia en si va ser acuradament dissenyada per ser el més suau possible. Cada detall va ser ben pensat. Els pesants genets van ser posats més amunt, i als bots més grans, perquè els bots en què Hanníbal tenia menys confiança poguessin ser remats a la riba esquerra (oest) a sotavent de l'embarcació més gran i robusta. Pel que fa als cavalls, la majoria van nedar a través del riu a la riba ia la popa de cada pot. No obstant això, alguns van ser posats en vaixells completament ensellats i llestos per al seu ús immediat, perquè, una vegada que sortissin del riu, poguessin cobrir a la infanteria ia la resta de l'exèrcit mentre es formava per atacar els bàrbars.
Veient que els cartaginesos estaven finalment creuant, els Cavares es van aixecar de les seves trinxeres i van preparar el seu exèrcit a la costa prop del punt de desembarcament cartaginès. Els exèrcits van començar a cridar-se i esbroncar-se entre si mentre l'exèrcit cartaginès estava enmig de la travessia. Aquest tipus d'intercanvis va consistir principalment a animar els seus propis homes i desafiar l'altre exèrcit a la batalla. Sovint a l'antiguitat, per intimidar el seu enemic, els exèrcits se'ls ordenava colpejar els seus escuts amb les seves armes i aixecar forts crits exactament en el mateix moment per crear la major quantitat de soroll.
Va ser precisament en aquest moment, mentre l'exèrcit cartaginès estava enmig del rierol escridassant l'enemic des de les barques i les Cavares els desafiaven a venir des de la riba esquerra, que el cos d'Hannó es va revelar i va carregar contra la rereguarda i els flancs de les Cavares. Un petit destacament de la força d'Hannó va ser assignat per incendiar el campament de les Cavares, però la major part d'aquesta força es va dedicar a les atordides Cavares. Alguns dels Cavares van córrer a la defensa del seu campament, però la majoria va romandre al lloc on havien estat esperant l'arribada del que havien pensat que era tot l'exèrcit d'Hanníbal. Van ser dividits; i Hanníbal, que estava en un dels primers vaixells, va desembarcar els seus homes a la riba esquerra del Roine enmig dels atordits i confosos Cavares i amb voluntat va conduir els seus homes sobre ells. Tot just hi va haver una aparença de resistència; envoltats com estaven, el pandemònium va prendre el control de les seves files, i cada home va mirar a la seva pròpia seguretat mentre es retiraven a plom de la acuradament disposada falange cartaginesa.
Mentre que el conflicte real només va prendre una qüestió de minuts, Hanníbal havia passat cinc dies preparant aquesta perillosa i arriscada operació des de tots els angles, assegurant-se que estava a punt en tots els punts i el mínim possible es va deixar a l'atzar.

## Des del Roine als Alps

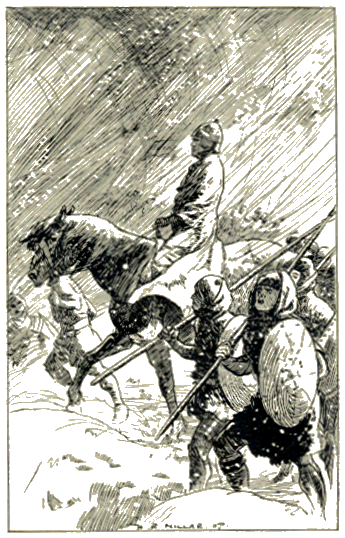
El pas dels Alps es va fer amb moltes dificultats

Hanníbal necessitava arribar als Alps ràpidament abans del començament de l'hivern. Sabia que si esperava fins a la primavera al costat més allunyat de les muntanyes, els romans tindrien temps de reunir un altre exèrcit. Sabia que l'exèrcit consular estava acampat a la desembocadura del Roine. Va enviar 500 cavallers numidians a la riba est del riu per obtenir millor informació sobre les forces que se li oposaven. Aquesta força es va trobar amb 300 romans a cavall que havien estat enviats riu amunt amb el mateix propòsit. Els numidians van ser derrotats i 240 van morir en aquest intercanvi entre grups d'exploradors; a més de 140 pèrdues romanes. Els numidians van ser seguits de tornada al campament cartaginès, que estava gairebé reunit excepte pels elefants, que necessitaven més temps per creuar. En veure que Hanníbal no havia creuat amb tota la seva força, els exploradors van córrer de tornada a la costa per alertar el cònsol. En rebre aquesta informació, el cònsol va despatxar el seu exèrcit riu amunt en pots, però va arribar massa tard.

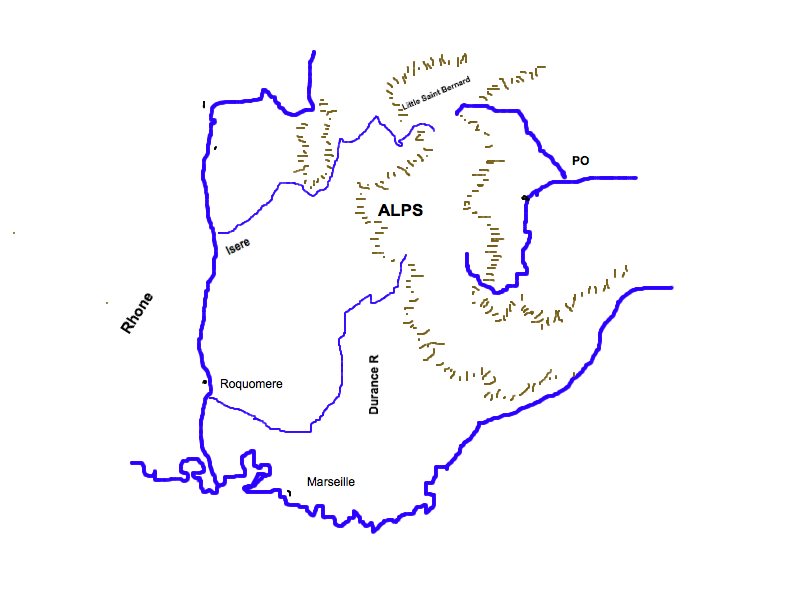
Regió del Roine als Alps

Davant l'hivern i les tribus hostils, el cònsol va decidir tornar a Itàlia i esperar l'arribada d'Hanníbal quan descendís dels Alps. Tot i això, d'acord amb les ordres del Senat, el cònsol va ordenar al seu germà, Gneu Corneli Escipió Calvus que portés la majoria de l'exèrcit a Espanya. El cònsol va proposar atacar les sobreesteses i vulnerables línies de comunicacions i subministraments d'Hanníbal. Tot i el seu establert sistema tàctiques (formacions i evolucions de tropes, etc.), els romans estaven acostumats a lluitar marxant les seves tropes cap a l'exèrcit dels seus enemics, formant el seu exèrcit i atacant. No sabien com obligar un enemic a lluitar tallant les comunicacions, no sabien quin flanc era el flanc estratègic d'un enemic en una batalla. A més, van ser negligents en el seu ordre de marxa, i la història romana primerenca està plena de massacres d'exèrcits consulars per altres nacions a causa de la seva manca de precaució apropiada contra aquests mals.
En portar a tot el seu exèrcit a la riba esquerra del Roine, Hanníbal va presentar el seu exèrcit a Magilus, i alguns altres caps gals menys notables de la vall del Po. El propòsit d'Hanníbal era inspirar als seus homes la confiança en l'expedició planejada mostrant-los als caps gals padans que els oferien la seva ajuda. Parlant a través d'un intèrpret, Magilus va parlar del suport que els gals padans recentment conquerits tenien per als cartaginesos i la seva missió de destruir Roma. Hanníbal es va dirigir llavors als oficials ell mateix. L'entusiasme de les tropes va ser elevat per la inspiradora direcció d'Hanníbal.
En travessar el riu, Hanníbal va ordenar a la seva infanteria iniciar la marxa l'endemà de l'assemblea, seguit pel tren de subministraments. No sabent que els romans sortirien eventualment cap a Itàlia, quan la seva cavalleria havia creuat el riu els va ordenar aturar la seva marxa al seu flanc sud, cap al mar. La seva cavalleria hauria format una pantalla que hauria estat emprada per protegir-ho dels romans si ells avançaven sobre ell des d'aquesta adreça. La cavalleria escaramussa amb els exploradors romans, mentre que la resta de l'exèrcit tenia temps per formar-se. Aquesta contingència no va passar. Hanníbal era a la rereguarda amb els elefants. Aquesta va ser la direcció en què va assumir que els romans tindrien més probabilitats d'avançar des de (és a dir, des de l'oest) ja que tenia alguna idea que hi eren darrere. La rereguarda estava ben dotada per assegurar que pogués escaramussa amb l'exèrcit romà mentre que el cos principal de la seva infanteria i cavalleria podia formar-se per a la batalla contra els romans si atacaven des d'aquest sector. Aquesta contingència, però, tampoc no va passar.
Mentre assumia aquest ordre de marxa, Hanníbal va marxar cap a la Insula. Havia ordenat a la seva infanteria que s'avancés, i aquesta va marxar cap a la Isèra en sis dies, marxant 12,5 milles per dia. La cavalleria i la rereguarda només van trigar quatre dies, una marxa de 19 milles per dia. En aquest període, el cos en conjunt havia marxat 75 milles.
Quan l'exèrcit d'Hanníbal va entrar en contacte amb l'Insula, va trobar un cacic gal que estava immers dins d'un conflicte civil. Hanníbal va triar la causa del més gran dels dos combatents, Brancus. Després de deixar de banda la causa del més jove i menys suport popular, va formar una aliança amb Brancus. D'aquesta tribu va rebre els subministraments necessaris per a l'expedició a través dels Alps. A part d'això, va rebre la protecció diplomàtica de Brancus. Fins i tot els Alps pròpiament dits, no va haver de defensar-se de cap tribu.

## Ascens dels Alps

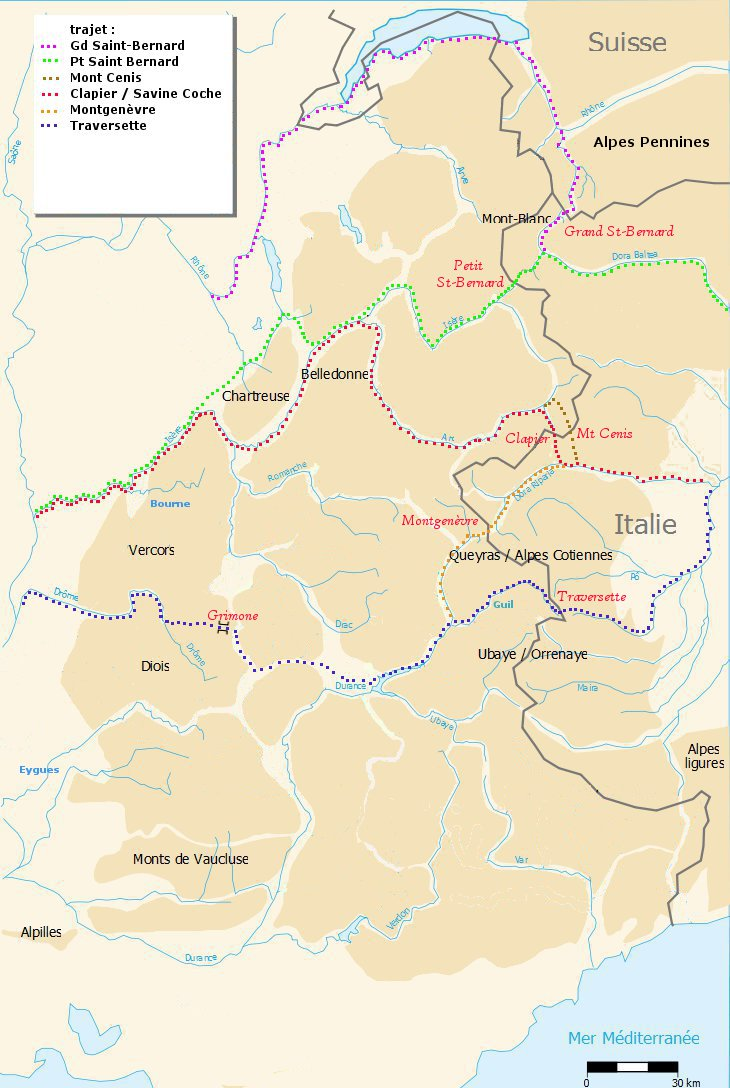
Possibles rutes d'Hanníbal als Alps.

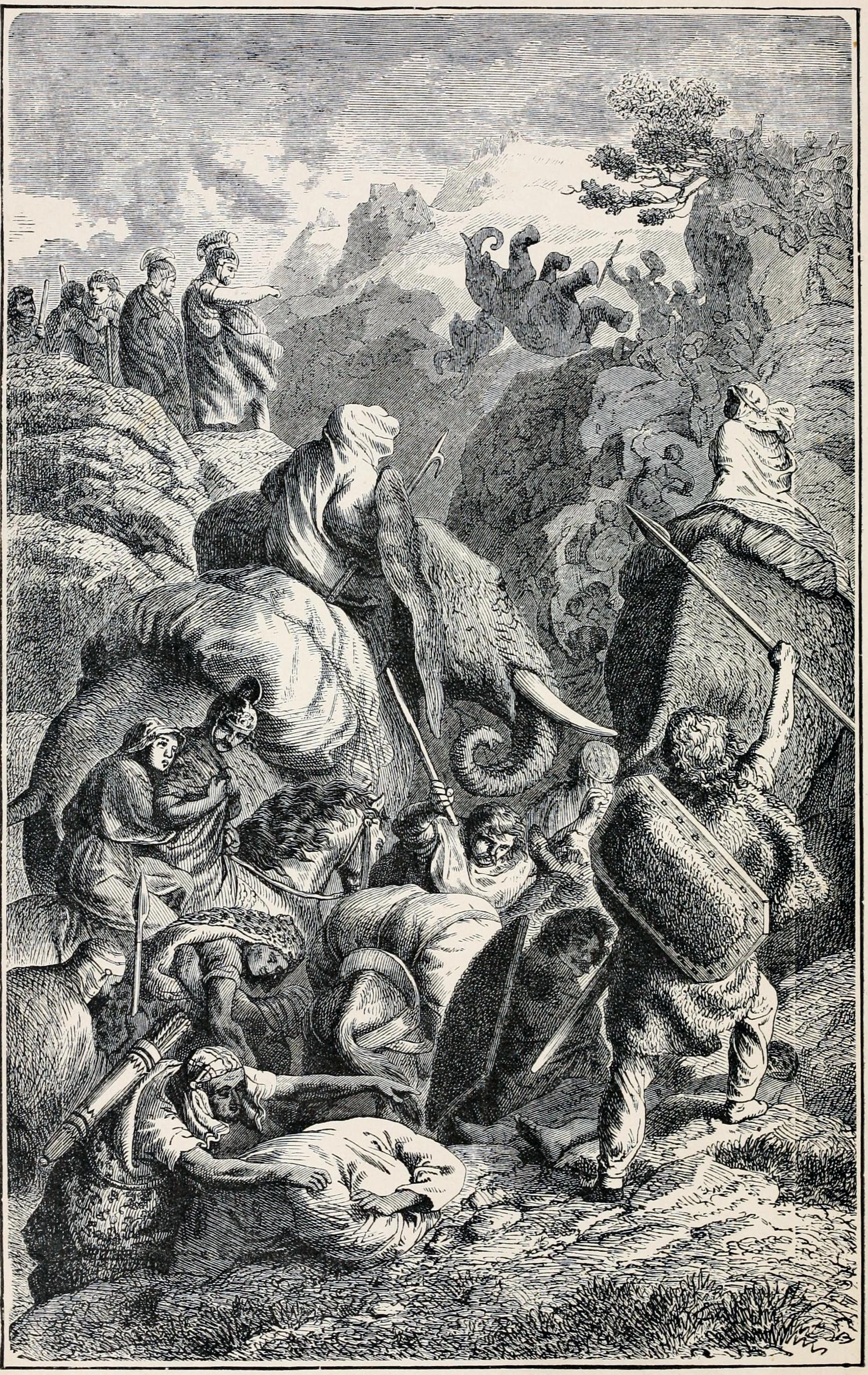
Hannibal creuant els Alps cap a Itàlia.

Hi ha poca certesa sobre la ruta de la marxa d'Hanníbal a través de les muntanyes, i precisament quines valls i passos va utilitzar segueix sent qüestionat pels historiadors. Els esdeveniments registrats als relats antics i la seva relació amb la geografia alpina ha estat objecte de disputa historiogràfica des dels decennis posteriors a la Segona Guerra Púnica. La identificació del pas - el punt més alt de la ruta d'Hanníbal i el començament del seu descens - que Hanníbal va prendre a través de la serralada alpina determina la ruta que el seu exèrcit va seguir.
S'han fet propostes per als passos següents:
- Port del Petit Sant Bernat
- Coll de Clapier
- Coll de la Traversette
- Coll de Montgenèvre
- Pas del Mont Cenis

Theodore Ayrault Dodge, escrivint a finals del segle xix, va sostenir que Hanníbal usava el Pas del Petit Sant Bernat, però l'historiador modern John Francis Lazenby va concloure que el. Col de Clapier era el pas usat per Hanníbal. Més recentment, W. C. Mahaney ha argumentat que el. Col de la Traversette s'ajusta més als registres dels antics autors. Les dades arqueològiques bioestratigràfiques han reforçat el cas del Col de la Traversette; l'anàlisi de les torberes properes als cursos d'aigua a banda i banda del cim del pas va mostrar que el sòl estava fortament pertorbat "per milers, potser desenes de milers, d'animals i humans" i que el sòl presentava rastres de nivells únics de bacteris Clostridia associats al tracte digestiu de cavalls i mules. Datat per radiocarboni dates assegurades de 2168 BP o c.218BC, l'any de la marxa d'Hanníbal. Mahaney et al. han conclòs que aquesta i altres evidències recolzen fortament el Col de la Traversette com la 'Ruta d'Hanníbal' com havia estat argumentat per Gavin de Beer el 1974. De Beer va ser un dels tres únics intèrprets, els altres són John Lazenby i Jakob Seibert de. - haver visitat tots els passos alts dels Alps i haver presentat una visió del que era més plausible. Tant De Beer com Siebert havien seleccionat el Col de la Traversette com el que més s'acostava a les antigues descripcions. Polibi va escriure que Hannibal havia creuat el més alt dels passos alpins: El pas més alt és el Col de la Traversette, entre la vall de l'alt Guil i l'alt riu Po. És a més el més meridional, com relata Varró a la seva De rustica, coincidint que el pas d'Hanníbal era el més alt dels Alps occidentals i el més meridional. Mahaney et al. argumenten que els factors utilitzats per De Beer per recolzar el Col de la Traversette, incloent "comparant els antics noms de llocs amb el modern i proper escrutini de les èpoques d'inundacions als principals rius i la visió llunyana de les planes del Po" juntament amb "el radiocarboni massiu i l'evidència microbiològica i parasitària" dels sediments al·luvials a banda i banda del pas proporcionen "evidència de suport, prova si es vol" que la invasió d'Hanníbal va ser en aquesta direcció.
Segons l'historiador Theodore Ayrault Dodge, Hanníbal va marxar en direcció a la Muntanya Du Chat cap al poble d'Aquste i d'allà a Chevelu, al pas per la Muntanya Du Chat. Allí va trobar que els passos estaven fortificats pels al·lòbroges. Va enviar espies per esbrinar si hi havia alguna debilitat a la seva disposició. Aquests espies van trobar que els bàrbars només mantenien la seva posició al camp durant el dia, i deixaven la seva posició fortificada a la nit. Per fer creure als Allobroges que no considerava prudent un assalt nocturn, va ordenar que s'encenguessin tantes fogueres com fos possible, per induir-los a creure que s'estava establint abans del campament al llarg de les muntanyes. No obstant això, una vegada que van deixar les seves fortificacions, va conduir les seves millors tropes fins a les seves fortificacions i va prendre el control del pas.
Amagant els seus homes a la mala herba de la muntanya en un penya-segat que va sorgir immediatament a dalt ia la dreta de la ruta de marxa d'Hanníbal, a uns 100 peus més o menys per sobre del camí, Hanníbal va col·locar els seus foners i arquers allà. Aquest sortint era un excel·lent lloc des del qual atacar un enemic mentre marxava en columna a través del pas. El descens des d'aquest pas era costerut, i als cartaginesos els costava marxar per aquest costat del pas, especialment als animals de càrrega. Els bàrbars, en veure això, van atacar de totes maneres, malgrat la seva posició desavantatjosa. Més animals d'equipatge es van perdre a la confusió de l'atac bàrbar, i van rodar pels precipicis fins a la seva mort. Això va posar Hanníbal en una situació difícil. No obstant, Hanníbal, al capdavant del mateix cos d'elit a qui va portar a prendre el sortint, els va conduir contra aquests bàrbars decidits. Virtualment tots aquests bàrbars van morir en el subsegüent combat, ja que estaven lluitant d'esquena a un escarpat precipici, tractant de llançar les seves fletxes i dards costa amunt els cartaginesos que avançaven. <Després d'aquest concurs d'armes, l'equipatge es va mantenir en bon estat i l'exèrcit cartaginès va seguir el camí cap a la plana que comença més o menys a la moderna Bourget.
L'historiador Theodore Ayrault Dodge afirma que aquesta plana tenia 4-6 milles d'ample en la majoria dels llocs, i va ser gairebé totalment desposseïda de defensors ja que tots estaven estacionats en el pas de Mt. Du Chat. Hanníbal va marxar amb el seu exèrcit a la moderna Chambèri i va prendre la seva ciutat fàcilment, desposseint-la de tots els seus cavalls, captius, bèsties de càrrega i blat de moro. A més, hi havia provisions suficients per a tres dies de racions per a l'exèrcit. Això ha d'haver estat benvingut considerant que no s'havia perdut una petita porció de les provisions quan els animals de càrrega havien caigut al precipici en el curs de l'acció anterior. Aleshores va ordenar que aquest poble fos destruït, per demostrar als bàrbars d'aquest país el que passaria si se li oposaven de la mateixa manera que ho va fer aquesta tribu.
Va acampar allà per donar als seus homes temps per descansar després del seu esgotador treball, i per recollir més racions. Hanníbal es va dirigir llavors al seu exèrcit, i se'ns informa que se'ls va fer apreciar la magnitud de l'esforç que realitzarien i se'ls va aixecar l'ànim malgrat la difícil naturalesa de la seva empresa.
Els cartaginesos van continuar la seva marxa i a la moderna Albertville es van trobar amb els Centrons, que van portar regals i bestiar per a les tropes. A més, van portar ostatges per convèncer Hanníbal del seu compromís amb la seva causa. Hanníbal estava preocupat i sospitava dels Centrons, encara que els va ocultar això i els Centrons van guiar al seu exèrcit durant dos dies. Segons l'historiador Theodore Ayrault Dodge, van marxar pel Pas del San Bernat prop del poble de Séez, i mentre ho feien, el pas s'estrenyia i els Centrons es tornaven contra els cartaginesos. Alguns crítics militars, notablement Napoleó, desafien que aquest era en realitat el lloc on l'emboscada va tenir lloc, però la vall a través del qual els cartaginesos estaven marxant era l'únic que podia sostenir una població que era capaç d'atacar a l'exèrcit cartaginès i simultàniament sostenir els cartaginesos en la seva marxa.

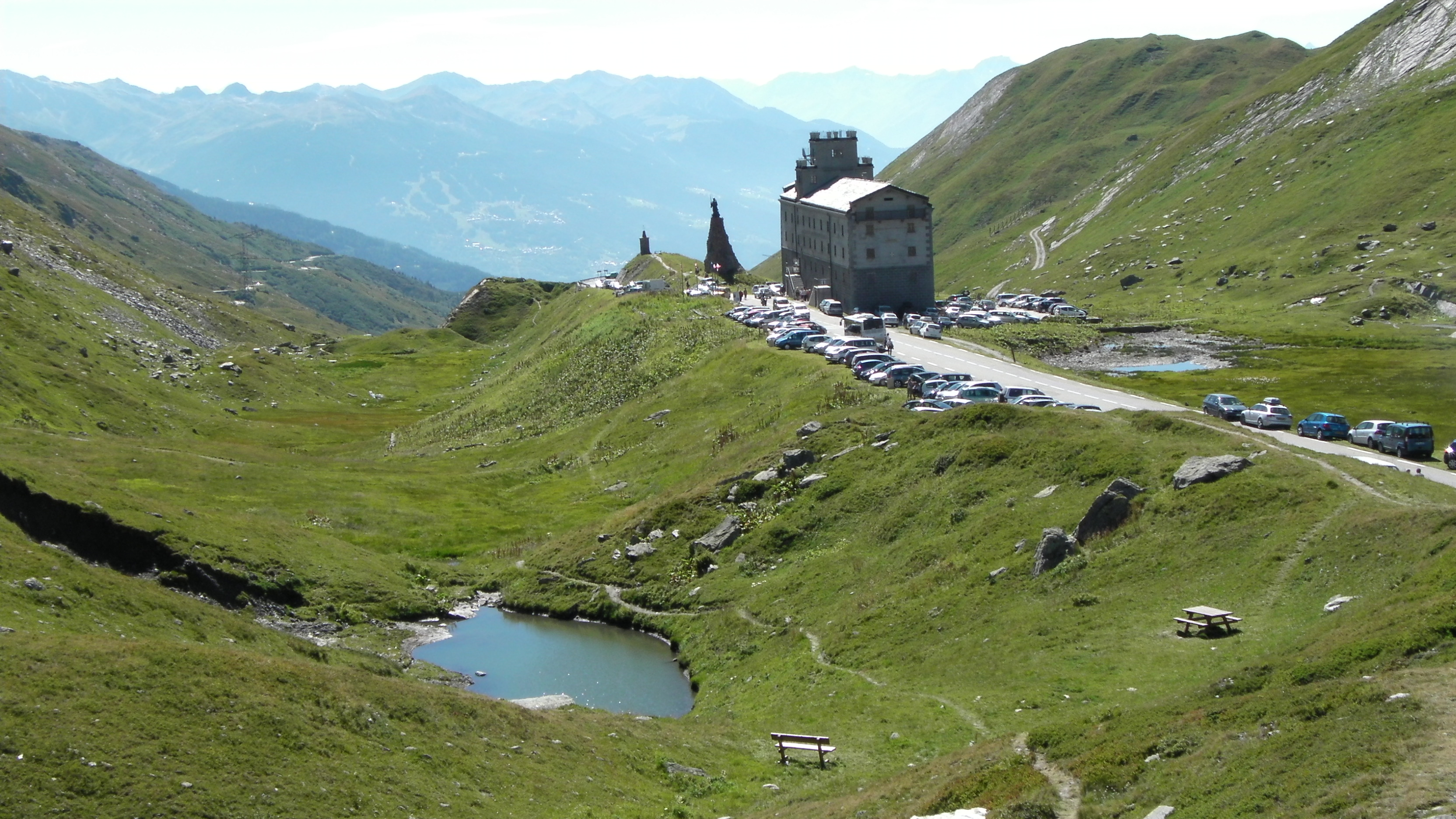
Port del Petit Sant Bernat, una de les possibles rutes.

Els Centrons van esperar per atacar, permetent primer que la meitat de l'exèrcit es mogués a través del pas. Això tenia com a objectiu dividir les tropes i subministraments d'Hanníbal i dificultar que el seu exèrcit organitzés un contraatac, però Hanníbal, havent anticipat l'engany dels Centrons, havia organitzat el seu exèrcit amb elefants, cavalleria i equipatge al front, mentre que les seves hoplites li seguien a la rereguarda. Les forces de Centrons s'havien posicionat als vessants paral·lels a l'exèrcit d'Hanníbal i van fer servir aquest terreny més alt per fer rodar roques i fer ploure roques a l'exèrcit cartaginès, matant molts més animals de càrrega. La confusió regnava a les files atrapades al pas. No obstant això, la rereguarda fortament armada d'Hanníbal es va contenir d'entrar al pas, obligant els bàrbars a baixar per lluitar. La rereguarda va poder així contenir els atacants, abans que Hanníbal i la meitat del seu exèrcit no separat d'ell es veiessin obligats a passar la nit prop d'una gran roca blanca, que Polibi escriu "els va proporcionar protecció" i és descrit per William Brockedon, que va investigar la ruta d'Hanníbal a través dels Alps, com "una vasta massa de guix... com una posició militar, la seva ocupació assegura la defensa del pas." Al matí, els Centrons ja no estaven a la zona.
L'exèrcit va descansar aquí durant dos dies. Era finals d'octubre i el temps nevat, la durada de la campanya, la ferocitat de la lluita, i la pèrdua d'animals van minar la moral de les files de l'exèrcit; Des dels seus començaments a Iberia, les tropes d'Hanníbal havien estat marxant durant més de cinc mesos i l'exèrcit havia reduït molt la seva grandària. La majoria dels combatents d'Hanníbal no estaven acostumats al fred extrem dels alts Alps, majoritàriament d'Àfrica i Iberia. Segons Polibi, Hanníbal va reunir als seus homes, els va declarar que el final de la seva campanya s'acostava; i va assenyalar la vista d'Itàlia, mostrant als seus soldats la Vall del Po i les planes properes a ell, i els va recordar que se'ls havia assegurat l'amistat i l'ajuda gal·la. La Vall del Po no és visible des del Pas del Petit Sant Bernat i si Hanníbal va prendre aquest camí és probable que apuntés en direcció a la Vall del Po però no estava a la vista. En canvi, si Hanníbal hagués ascendit al Col de la Traversette, la vall del Po hauria estat visible des de la cimera del pas, coincidint amb el relat de Polibi. Després de tres dies de descans, Hanníbal va ordenar que comencés el descens cap a la Vall.

## Descens a Itàlia
La neu al costat sud dels Alps es fon i descongela en major o menor mesura durant el dia, i després es torna a congelar a la nit. A més, el costat italià dels Alps és molt més escarpat; molts homes van perdre l'equilibri en aquest costat dels Alps i van morir.
En un punt primerenc del seu descens, l'exèrcit va trobar una secció del camí que havia estat bloquejada per un lliscament de terra. Aquesta secció del camí es va trencar al llarg d'uns 300 metres. Hanníbal va intentar desviar-se, marxant a través d'un lloc on hi havia molta neu - l'altitud dels Alps en aquest punt conserva la neu tot l'any. Van fer alguns progressos, a costa de no poca part dels animals de càrrega que quedaven, abans que Hanníbal arribés a apreciar que aquesta ruta era impossible de travessar per a un exèrcit. Hanníbal va fer marxar els seus homes de tornada al punt en el seu camí abans del seu desviament, a prop del tram trencat del camí i va establir un campament.
Des d'aquí, Hanníbal va ordenar als seus homes que arreglessin el camí de mules. Treballant en relleus, l'exèrcit es va posar a treballar en aquesta tasca intensiva sota la mirada d'Hanníbal, que els encoratjava constantment. Hi va fer treballar tant els malalts com els sans. L'endemà el camí estava en condicions suficients per permetre a la cavalleria i als animals de càrrega creuar el tram trencat del camí; Hanníbal va ordenar que portessin als animal a de pastura, 2 milles per sota del cim de la muntanya, per tal que es poguessin alimentar.
Tot i així, els elefants restants d'Hanníbal, que estaven completament famolencs, encara no podien seguir el camí. La cavalleria numidiana d'Hanníbal va continuar treballant pel camí, prenent tres dies més per arreglar-ho prou com per permetre que els elefants travessessin. Portant els animals a través d'aquest tram de camí, Hanníbal va córrer per davant de la rereguarda a la part de l'exèrcit que estava per sota de la línia de pastura. El va portar a l'exèrcit tres dies per marxar des d'aquest lloc cap a "les planes que són a prop del Po" segons Polibi. Hanníbal es va concentrar llavors, segons Polibi, en [el] millor mitjà de reanimar els esperits de les seves tropes i de tornar als homes i als cavalls el seu antic vigor i condició Hanníbal va ordenar als seus homes que acampessin, en un punt proper a la moderna Ivrea.